# Tumd Zuoqi
Tumd Zuoqi (lewa chorągiew Tumd; chiń. 土默特左旗; pinyin: Tǔmòtè Zuǒ Qí) – chorągiew w północnych Chinach, w regionie autonomicznym Mongolia Wewnętrzna, w prefekturze miejskiej Hohhot. W 1999 roku liczyła 345 015 mieszkańców.